# 네야가와시
네야가와시(일본어: 寝屋川市 네야가와시[*])는 일본 오사카부 북동부에 있는 시이다. 중핵시로 지정되어 있다.
오사카부에서 인구 밀도가 2번째로 높은 도시이다. 미래의 도시 개발로 ‘네야가와시에 있는 게임·CG를 활용한 마을 만들기 ~ 게임을 만드는 사람·거리·길 만들기 계획’이 일본 전역의 도시 재생 모델 조사에 대해 선정되었다.

## 인접한 자치체
모리구치시, 가도마시, 다이토시, 시조나와테시, 셋쓰시, 다카쓰키시, 가타노시, 히라카타시

## 역사
- 1889년 4월 1일 - 정촌제 시행으로 맛타군 네야가와촌이 성립하였다.
- 1896년 4월 1일 - 기타카와치군이 성립하였다.
- 1943년 2월 1일 - 네야가와촌이 정으로 승격해 네야가와정이 되었다.
- 1951년 5월 3일 - 네야가와정이 시로 승격해 네야가와시가 되었다.
- 2001년 4월 1일 - 특례시로 지정되었다.
- 2019년 4월 1일 - 중핵시로 지정되었다.

## 교통

### 철도
- 게이한 전기 철도 본선
- 서일본 여객철도 가타마치선

### 도로
- 국도 1호선
- 국도 제163호선 (일본)(일본어판)
- 국도 제170호선 (일본)(일본어판)

## 인구
| 연도 | 인구      | ±% |
| ---- | --------- | -- |
| 1970 | 206,961명 | —  |
| 1975 | 254,311명 | —  |
| 1980 | 255,859명 | —  |
| 1985 | 258,228명 | —  |
| 1990 | 256,524명 | —  |
| 1995 | 258,443명 | —  |
| 2000 | 250,806명 | —  |
| 2005 | 241,816명 | —  |
| 2010 | 238,204명 | —  |
| 2015 | 237,518명 | —  |
| 2020 | 229,733명 | —  |